# Радченко Людмила Миколаївна
Людми́ла Микола́ївна Ра́дченко (*24 січня 1932) — українська спортсменка-легкоатлетка, стрибунка у висоту, довжину та спринтерка, чемпіонка Української РСР зі стрибків у висоту, чемпіонка Української РСР і СРСР зі стрибків у довжину, учасниця Олімпійських ігор 1960 року, заслужена працівниця культури Української РСР, ветеран праці, Заслужена працівниця фізичної культури і спорту України, спортивна журналістка.

## Життєпис
Народилася 24 січня 1932 року в Києві. 
У 1941 році — Радченки евакуювалися до Челябінська, де жив мамин брат. Сестра Людмили в дорозі перехворіла на тиф. 
У 1944 році, після повернення до Києва, намагалася вступити до балетної школи і стати балериною, як мама. Але у дівчинки виявили відсутність музичного слуху. Через цю відмову хотіла накласти на себе руки. Цього ж року мама відвела Люду на заняття зі спортивної гімнастики, де вона займалася впродовж року й отримала хорошу фізичну підготовку.
Згодом Люду попросили виступити в складі шкільної команди зі стрибків у висоту на міських змаганнях. Вона подолала висоту 1 метр 45 см, випередивши суперниць. Тренер Сергій Левенштейн, який тоді був викладачем кафедри легкої атлетики Київського державного інституту фізичної культури, запропонував Радченко приходити на тренування на стадіон імені Микити Хрущова. Це збіглося з переїздом сім'ї Радченко з Солом'янського району Києва в центральний район і переходом Люди в школу № 33. Тож вона вирішила займатися легкою атлетикою.
Із 1950 по 1955 рік навчалася в Київському державному інституті фізичної культури. Спеціальність — «викладач фізичного виховання».
6 травня 1951 року, на змаганнях у Києві, встановила рекорд України — стрибнула у висоту на 1,54 м.  
На початку 1950-х привела до Сергія Левенштейна Ігоря Петренка (майбутнього чемпіона і рекордсмена СРСР та УРСР зі стибків з жердиною) і ще п'ятьох підлітків зі свого двору. Сама на той час вже була в Юнацькій збірній СРСР.
У 1952 році — потрапила до Збірної СРСР як стрибунка у висоту.
На початку серпня 1953 року перемогла на Чемпіонаті Української РСР з легкої атлетики — стрибнула у висоту на 1,53 м.
30 серпня 1953 року, на змаганнях у Харкові, встановила другий рекорд України — стрибнула у висоту на 1,60 м.
На початку жовтня 1954 року отримала бронзу на Чемпіонаті Української РСР з легкої атлетики в бігу на 100 метрів з результатом 12,6 с.
У 1957 році — перемогла на Чемпіонаті Української РСР з легкої атлетики — стрибнула в довжину на 5,94 м.
У 1958 році — знову перемогла на Чемпіонаті Української РСР з легкої атлетики — стрибнула в довжину на 5,87 м.
У 1959 році — отримала срібло на Чемпіонаті Української РСР з легкої атлетики — стрибнула в довжину на 6,01 м.
У липні 1960 року — перемогла на Чемпіонаті СРСР з легкої атлетики — стрибнула в довжину на 6,15 м.
Учасниця Олімпійських ігор 1960 року в Римі як стрибунка в довжину. У фінальній серії стрибків — зайняла п'яте місце з результатом 6,16 м. Цього ж року нагороджена Почесною грамотою Президіуму Верховної ради УРСР.
Працювала черговим тренером на стадіоні «Спартак». 
Із 1962 по 1966 рік — навчалася на вечірньому відділенні факультету журналістики Київського державного університету. 
Після відходу з великого спорту — працювала спортивною кореспонденткою в Києві. Друкувалася в журналі «Фізкультура і спорт».
Із квітня 1966 року — роз'їздна кореспондентка «Спортивної газети».
Із 1969 року — членкиня Спілки журналістів України.
Із березня 1972 року — старша літпрацівниця «Спортивної газети», а з грудня 1973 року — завідувачка відділом учнівської молоді газети.
У 1982 році отримала медаль «На пам'ять 1500-ліття Києва».
У 1984 році — звання Заслужений працівник культури Української РСР. Цього ж року видала книгу-збірку «З фізкультурою дружимо» (видавництво «Здоров'я», Київ).
У 1985 році — вийшла книга «Від надії до перемоги» (московське видавництво «Физкультура и спорт»), літературний запис якої зробила Радченко. 
У 1986 році отримала срібну медаль ВДНГ СРСР.
У 1987 році — медаль Ветеран праці. 
Із листопада 1988 року — старша кореспондентка при редакторі «Спортивної газети». 
Із 1992 року — оглядачка «Спортивної газети».
Членкиня президії Федерації легкої атлетики. Членкиня Національного олімпійського комітету України двох перших скликань. Заслужена працівниця фізичної культури і спорту України.
У 2001 році стала лавреаткою Асоціації спортивних журналістів України у номінації «Зал слави. Золотий фонд АСЖУ та КАСЖ». А також — лавреаткою конкурсу серед спортивних журналістів «Олімпійці України» у номінації «За вірність та видатні досягнення у спортивній журналістиці».
У 2005 році отримала Вищу нагороду Асоціації спортивних журналістів України — «Приз імені Ігоря Засєди», яка щороку присуджується найкращому спортивному журналісту України.
У 2006 році стала кращою спортивною журналісткою року в конкурсі «Україна Олімпійська» в номінації «За відданість олімпійському руху».
Сорок два роки пропрацювала в «Спортивній газеті» — до її закриття у 2008 році.
У 2009 році стала стипендіаткою Кабінету Міністрів України як діяч фізичної культури і спорту. А також — перемогла у конкурсі серед журналістів на кращу публікацію/кращий сюжет про легку атлетику.
У 2012 році стала лавреаткою Асоціації спортивних журналістів України у номінації «Золоті пера і голоси АСЖУ».
У 2021 році отримала Орден княгині Ольги ІІІ ступеня.

## Особисте життя

### Рід матері
Прадід по матері був дворовим кріпаком графа Мусіна-Пушкіна.
Бабуся по матері — Олена Карлівна.
Дід по матері — Михайло Єлисейович Соловей, православний селянин Полтавської губернії Прилуцького повіту Срібнянської волості. Був четвертим сином у багатодітній сім'ї. Працював у Києві прикажчиком у магазині в купця. Після його смерті — викупив магазин і на початок російсько-японської війни розбагатів. Під час війни відправив на передову кілька ешелонів з продовольством. Згодом, за успіхи в постачанні армії, отримав дворянство, яке не поширювалося на дітей. Працюючи в Києві, орендував землю, якою тепер проходить вулиця Івана Драча, збудував на ній невеликий особняк для сім'ї та два прибуткові будинки. Будинки зводилися за рахунок кредиту. Після більшовицького перевороту — будинки в сім'ї відібрали.

### Мати
Мати, Ольга Михайлівна Соловей, була балериною. Пізніше — економісткою.

### Батько
Батько, Микола Радченко, співав баритоном у Київській опері. Пізніше став архітектором і проектував у Києві низку будинків. Повернувшись з війни, працював у Будтресті, відновлював Київ, в тому числі — Київський університет.
Помер у 1946 році.

### Сім'я
Має сестру і молодшого брата Сергія.
У 1962 році — народила блюзнюків. Донька — померла, син Юра — вижив.